# Boxing Writers Association of America
Die Boxing Writers Association of America (BWAA) ist die renommierte und einflussreiche Organisation im Profiboxen, deren Vorläufer die im Jahre 1926 gegründete Boxing Writers Association of Greater New York ist.
Die Mitglieder der BWAA fungieren zusammen mit weltweit 50 anderen Boxhistorikern als Jury bei der Abstimmung der jährlich in die International Boxing Hall of Fame (IBHOF) neu aufgenommenen drei Boxer.
Der derzeitige Präsident ist Joe Santoliquito.

## Ehemalige Präsidenten
- Ned Brown
- Dan Daniel
- Bernard Fernandez
- Nat Fleischer (einer der Mitbegründer der ältesten US-amerikanischen Boxzeitschrift The Ring)
- Bill Gallo
- Tim Graham
- Jack Hirsch
- Wallace Matthews
- Barney Nagler
- Anthony Carter Paige
- Gene Ward
- Bob Waters
- Wilbur Holz

## Preise
Die BWAA vergibt unter anderem folgende Preise:
- Sugar Ray Robinson Award
- Eddie Futch Award
- Ali-Frazier-Award